# 샤를 리샤르아믈랭

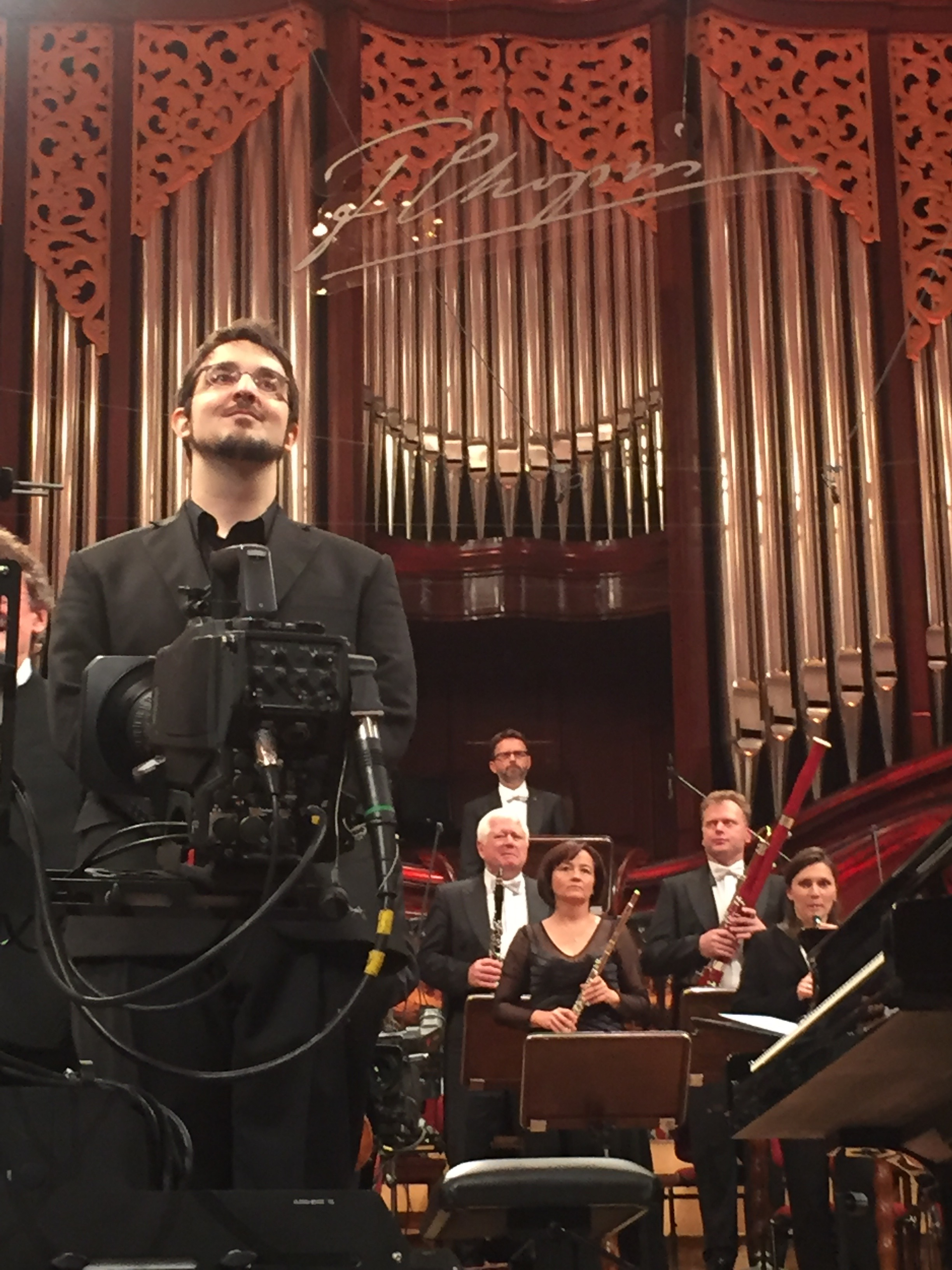

샤를 리샤르아믈랭(프랑스어: Charles Richard-Hamelin, 1989년 7월 17일 ~ )은 캐나다의 클래식 피아노 연주자이다.
퀘벡주 라노디에르에 위치한 졸리에트 출신으로 어린 시절에 아버지로부터 피아노를 배웠다. 2011년에 맥길 대학교에서 학사 학위를 받았고 2013년에는 예일 대학교 음악대학에서 석사 학위를 받았다. 2015년에 열린 제17회 쇼팽 국제 피아노 콩쿠르에서 대한민국의 조성진에 이어 2위를 차지했다.

## 수상
- 2014년 제10회 서울국제음악콩쿠르 베토벤 소나타 최우수 연주자상
- 2015년 토론토여성음악협회 Career Development 상
- 2015년 제17회 쇼팽 콩쿠르 2위
- 2015년 제17회 쇼팽 콩쿠르 소나타 연주상
- 2015년 제14회 몬트리올 국제음악콩쿠르 2위